# Route nationale 589
Die N589 war von 1933 bis 1973 eine französische Nationalstraße, die zwischen Le Puy-en-Velay und Chaudes-Aigues verlief. Ihre Länge betrug 115 Kilometer.